# Ruslan Dälenow

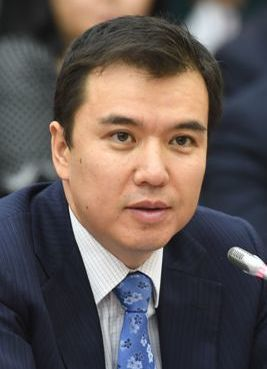
Ruslan Dälenow (2017)

Ruslan Jerbolatuly Dälenow (kasachisch Руслан Ерболатұлы Дәленов Ruslan Erbolatūly Dälenov, russisch Руслан Ерболатович Даленов Ruslan Jerbolatowitsch Dalenow; * 8. Februar 1975 in Zelinograd, Kasachische SSR) ist ein kasachischer Politiker.

## Leben
Dälenow wurde 1975 in Zelinograd (heute: Astana) geboren.  Er schloss 1999 ein Studium der Wirtschaftswissenschaften an der Marmara-Universität im türkischen Istanbul ab.
Seine berufliche Laufbahn begann er im kasachischen Ministerium für Staatseinnahmen, wo er innerhalb von drei Jahren verschiedene Positionen durchlief. So war er unter anderem Leiter der Abteilung für Öl, Gas und Energie sowie Leiter der Abteilung für Einnahmeanalyse und -prognose. 2002 wechselte Dälenow ins kasachische Finanzministerium, wo er Abteilungsleiter der Abteilung für laufende Einnahmen wurde. Von September 2003 bis Januar 2005 war er Direktor der Abteilung für Einnahmeanalyse im Finanzministerium.
Am 11. März 2008 wurde er zum stellvertretenden Finanzminister ernannt. Diesen Posten bekleidete er etwas mehr als neun Jahre bevor er im April 2017 erster stellvertretender Wirtschaftsminister wurde. Nach einem Regierungswechsel gehörte Dälenow ab dem 25. Februar 2019 dem neuen Kabinett unter Premierminister Asqar Mamin als neuer Wirtschaftsminister an. Am 18. Januar 2021 wurde er in diesem Amt durch seinen Nachfolger Älibek Quantyrow abgelöst.
Seit dem 8. Februar 2021 ist er stellvertretender Vorsitzender des Verwaltungsrats der Eurasischen Entwicklungsbank.